# Oxyethira pirisinui
Oxyethira pirisinui är en nattsländeart som beskrevs av Moretti 1981. Oxyethira pirisinui ingår i släktet Oxyethira och familjen smånattsländor. Inga underarter finns listade i Catalogue of Life.